# FC Ordino
Futbol Club Ordino is een Andorrese voetbalclub uit Ordino.
De club werd in 2010 opgericht en speelt in het Camp d'Esports d'Ordino. In het seizoen 2012/13 was Ordino nieuw in de Lliga de Segona Divisió en werd direct kampioen waardoor de club in het seizoen 2013-14 voor het eerst in de Lliga de Primera Divisió speelt. Dit duurde slechts één seizoen. Ook in 2018 promoveerde de club maar moest na twee seizoenen weer een stap terug doen. In 2021 werd Ordino wederom kampioen en promoveert weer naar het hoogste niveau.

## Eindklasseringen vanaf 2013
| 1 |

| 5 |

| 5 |

| 6 |

| 7 |

| 1 |

| 5 |

| 8 |

| 1 |

| 6 |

| 6 |

| 6 |

| 6 |

| Primera Divisió | Segona Divisió |